# Велика тверска кнежевина
Велика тверска кнежевина, Тверска Русија, Велика Кнежевина Тверска (рус. Великое княжество Тверское), је била мања кнежевина Кнежевине Владимир-Суздаљ са центром у граду Твер. Постојала је од 1247. до 1485. Твер је 1247. додељен великом кнезу Александру Невском и постао је као независна кнежевина. Кнежевину је 1252. наследио Александров брат Јарослав, који је постао оснивач тверскога огранка лозе Рјуриковича. Московски велики кнез Иван III је 1485. покорио Твер, а његов син Иван је до 1490. управљао кнежевином.